# كاي قاواد

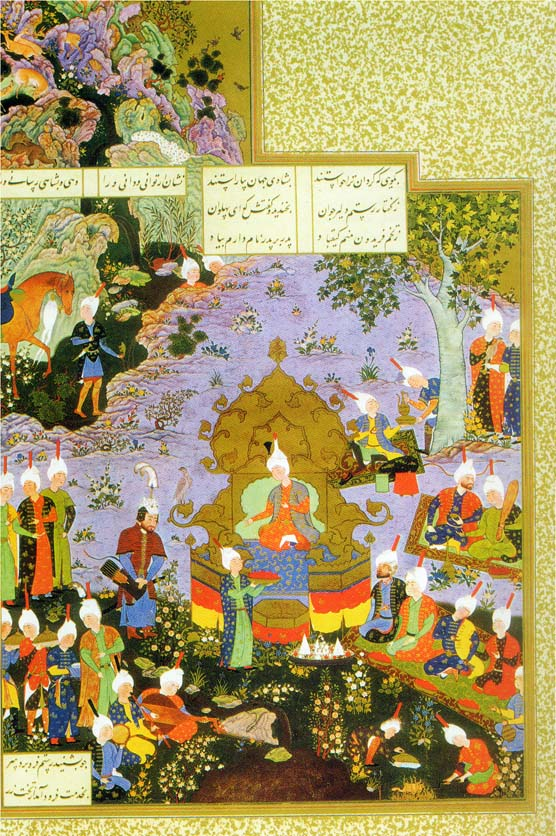
كان قواد يعيش في جبال ألبرز وكان رستم هو الذي أحضره إلى عاصمة إصطخر.

كاي قواد هو شخصية أسطورية من الفولكلور الإيراني والتقاليد الشفهية. يشير لقب "كاي" إلى الكايانيين، وهي سلالة أسطورية كان كاي كاواد مؤسسها. في الشاهنامة ، لا يشير لقب "كاي" دائمًا إلى أن الملك من أصل كياني. على سبيل المثال، يُشار إلى كافاد الأول، الذي كان ملكًا ساسانيًا، في كثير من الأحيان باسم "كي قباد" (كي قباد) في قصة مازداك وقباد.
في التقليد المحفوظ في الشاهنامه ، كان كاي كاواد من نسل منوشهر، وعاش في جبال ألبرز، وأحضره رستم إلى إصطخر (العاصمة). تحت حكم نوزار، وقد خسروا الخورنة [الإنجليزية] بسبب قمعهم للآريين، فضعفت سلالة البيشدادي، وسقطت إيران في أيدي القائد الأنيراني [الإنجليزية] أفراسياب، الذي قتل نوذر في المعركة. ثم قاد كاي قواد القوات الإيرانية في المعركة وهُزم جيش أفراسياب بعد أن هزم رستم أفراسياب وكاد أن يستولي عليها. لهذا الإنجاز ولأنه يمتلك الخورنة [الإنجليزية] يُنتخَب ملكًا على الإيرانيين، ويقدم له أحفاد نوذر - زو، وغارشاسب، وجاستام - الولاء.